# 《丹麦女孩》获奖名单
《丹麦女孩》是汤姆·霍伯执导的2015年英美合拍传记爱情剧情片，根据大卫·艾伯豪夫2000年同名小说改编，取材丹麦变性画家莉莉·艾尔伯生平，在她以前还极少有人敢于接受性別重置手術。埃迪·雷德梅尼在片中饰演艾尔伯，艾莉西亞·薇坎德扮演丹麦画家格达·韦格纳，馬提亞斯·修奈爾、本·威士肖诠释配角。电影2015年9月5日在第72屆威尼斯影展首映并获酷兒獅獎，焦点影业安排影片同年11月27日起在四家电影院限量上映，次年1月22日再在美国与加拿大七百多家院线发行，最后以1500万美元成本取得6400多万全球票房。评论汇总网站爛番茄共收集本片245篇评论，认可度六成七。
《丹麦女孩》上映后获众多荣誉肯定，雷德梅尼与维坎德的演出尤得赞誉。影片获第88屆奧斯卡金像獎四项入围，维坎德拿下最佳女配角奖。电影获第69届英国电影学院奖五项提名，包括最佳英国电影、最佳男主角（雷德梅尼）、最佳女主角（维坎德）。雷德梅尼与维坎德均入围第73屆金球獎，维坎德还获美國演員工會獎肯定。
《丹麦女孩》在第21届评论家选择奖入围五项，维坎德拿下最佳女配角奖。影片获第20屆衛星獎最佳导演（霍伯）、最佳男主角（雷德梅尼）等七项提名，维坎德赢得最佳女配角奖，她还获帝國獎最佳女主角、棕榈泉国际电影节新星奖。

## 荣誉
| 机构                    | 颁奖日期       | 奖项                         | 提名人                         | 结果 | 参考          |
| ----------------------- | -------------- | ---------------------------- | ------------------------------ | ---- | ------------- |
| 澳大利亞影視藝術學院獎  | 2015年12月9日  | 最佳国际男主角               | 埃迪·雷德梅尼                  | 提名 | [ 16 ]        |
| 澳大利亞影視藝術學院獎  | 2015年12月9日  | 最佳国际女配角               | 艾莉西亞·薇坎德                | 提名 | [ 16 ]        |
| 奥斯卡金像奖            | 2016年2月28日  | 最佳男主角                   | 埃迪·雷德梅尼                  | 提名 | [ 6 ]         |
| 奥斯卡金像奖            | 2016年2月28日  | 最佳女配角                   | 艾丽西亚·维坎德                | 獲獎 | [ 6 ]         |
| 奥斯卡金像奖            | 2016年2月28日  | 最佳服装设计                 | 帕科·德尔加多                  | 提名 | [ 6 ]         |
| 奥斯卡金像奖            | 2016年2月28日  | 最佳艺术指导                 | 伊芙·斯图尔特、迈克尔·斯坦迪什 | 提名 | [ 6 ]         |
| 女性电影记者联盟        | 2016年1月13日  | 最佳男主角                   | 埃迪·雷德梅尼                  | 提名 | [ 17 ] [ 18 ] |
| 女性电影记者联盟        | 2016年1月13日  | 最佳突破演出                 | 艾丽西亚·维坎德                | 獲獎 | [ 17 ] [ 18 ] |
| 女性电影记者联盟        | 2016年1月13日  | 想爱而不能的电影             | 《丹麦女孩》                   | 獲獎 | [ 17 ] [ 18 ] |
| 藝術指導工會            | 2016年1月31日  | 最佳古装片艺术指导           | 伊芙·斯图尔特                  | 提名 | [ 19 ]        |
| 英国电影学院奖          | 2016年2月14日  | 最佳英国电影                 | 《丹麦女孩》                   | 提名 | [ 8 ]         |
| 英国电影学院奖          | 2016年2月14日  | 最佳男主角                   | 埃迪·雷德梅尼                  | 提名 | [ 8 ]         |
| 英国电影学院奖          | 2016年2月14日  | 最佳女主角                   | 艾丽西亚·维坎德                | 提名 | [ 8 ]         |
| 英国电影学院奖          | 2016年2月14日  | 最佳服装设计                 | 帕科·德尔加多                  | 提名 | [ 8 ]         |
| 英国电影学院奖          | 2016年2月14日  | 最佳化妆与发型               | 简·塞维尔                      | 提名 | [ 8 ]         |
| 英国独立电影奖          | 2015年12月6日  | 最佳女主角                   | 艾丽西亚·维坎德                | 提名 | [ 20 ]        |
| 美国选角工会            | 2016年1月21日  | 制片厂或独立制作剧情片类选角 | 妮娜·古德                      | 提名 | [ 21 ]        |
| 芝加哥影评人协会        | 2015年12月16日 | 最佳男主角                   | 埃迪·雷德梅尼                  | 提名 | [ 22 ]        |
| 服装设计工会            | 2016年2月23日  | 最佳古装片服装设计           | 帕科·德尔加多                  | 獲獎 | [ 23 ]        |
| 评论家选择电影奖        | 2016年1月17日  | 最佳男主角                   | 埃迪·雷德梅尼                  | 提名 | [ 11 ] [ 12 ] |
| 评论家选择电影奖        | 2016年1月17日  | 最佳女配角                   | 艾丽西亚·维坎德                | 獲獎 | [ 11 ] [ 12 ] |
| 评论家选择电影奖        | 2016年1月17日  | 最佳艺术指导                 | 伊芙·斯图尔特、迈克尔·斯坦迪什 | 提名 | [ 11 ] [ 12 ] |
| 评论家选择电影奖        | 2016年1月17日  | 最佳服装设计                 | 帕科·德尔加多                  | 提名 | [ 11 ] [ 12 ] |
| 评论家选择电影奖        | 2016年1月17日  | 最佳发型与化妆               | 《丹麦女孩》                   | 提名 | [ 11 ] [ 12 ] |
| 达拉斯—沃斯堡影评人协会 | 2015年12月14日 | 最佳男主角                   | 埃迪·雷德梅尼                  | 第三 | [ 24 ]        |
| 达拉斯—沃斯堡影评人协会 | 2015年12月14日 | 最佳女配角                   | 艾丽西亚·维坎德                | 第四 | [ 24 ]        |
| 底特律影评人协会        | 2015年12月14日 | 最佳女配角                   | 艾丽西亚·维坎德                | 獲獎 | [ 25 ] [ 26 ] |
| 底特律影评人协会        | 2015年12月14日 | 最佳突破                     | 艾丽西亚·维坎德                | 獲獎 | [ 25 ] [ 26 ] |
| 道林奖                  | 2016年1月19日  | 年度男演员演出               | 埃迪·雷德梅尼                  | 提名 | [ 27 ] [ 28 ] |
| 道林奖                  | 2016年1月19日  | LGBTQ年度电影                | 《丹麦女孩》                   | 提名 | [ 27 ] [ 28 ] |
| 道林奖                  | 2016年1月19日  | 年度视觉震撼电影             | 《丹麦女孩》                   | 提名 | [ 27 ] [ 28 ] |
| 帝國獎                  | 2016年3月20日  | 最佳女主角                   | 艾丽西亚·维坎德                | 獲獎 | [ 29 ] [ 14 ] |
| 帝國獎                  | 2016年3月20日  | 最佳化妆与发型               | 《丹麦女孩》                   | 提名 | [ 29 ] [ 14 ] |
| 佛罗里达影评人协会      | 2015年12月23日 | 最佳男主角                   | 艾丽西亚·维坎德                | 提名 | [ 30 ] [ 31 ] |
| 佛罗里达影评人协会      | 2015年12月23日 | 突破奖                       | 艾丽西亚·维坎德                | 亚军 | [ 30 ] [ 31 ] |
| GLAAD媒體獎             | 2016年4月2日   | 最佳大范围上映电影           | 《丹麦女孩》                   | 提名 | [ 32 ]        |
| 金球獎                  | 2016年1月10日  | 最佳电影男主角（正剧类）     | 埃迪·雷德梅尼                  | 提名 | [ 9 ]         |
| 金球獎                  | 2016年1月10日  | 最佳电影女主角（正剧类）     | 艾丽西亚·维坎德                | 提名 | [ 9 ]         |
| 金球獎                  | 2016年1月10日  | 最佳原创配乐                 | 亚历山大·德斯普拉              | 提名 | [ 9 ]         |
| 好萊塢電影獎            | 2015年11月1日  | 好莱坞导演奖                 | 汤姆·霍伯                      | 獲獎 | [ 33 ]        |
| 好萊塢電影獎            | 2015年11月1日  | 好莱坞突破女演员奖           | 艾丽西亚·维坎德                | 獲獎 | [ 33 ]        |
| 休斯顿影评人协会        | 2016年1月9日   | 最佳女配角                   | 艾丽西亚·维坎德                | 提名 | [ 34 ] [ 35 ] |
| 纽约在线影评人协会      | 2015年12月6日  | 最佳突破演出                 | 艾丽西亚·维坎德                | 獲獎 | [ 36 ]        |
| 在线影评人协会          | 2015年12月13日 | 最佳女配角                   | 艾丽西亚·维坎德                | 提名 | [ 37 ]        |
| 棕榈泉国际电影节        | 2016年1月2日   | 新星奖                       | 艾丽西亚·维坎德                | 獲獎 | [ 15 ]        |
| 聖地牙哥影評人協會      | 2015年12月14日 | 最佳女配角                   | 艾丽西亚·维坎德                | 提名 | [ 38 ] [ 39 ] |
| 聖地牙哥影評人協會      | 2015年12月14日 | 突破艺人                     | 艾丽西亚·维坎德                | 亚军 | [ 38 ] [ 39 ] |
| 聖地牙哥影評人協會      | 2015年12月14日 | 最佳演出作品                 | 艾丽西亚·维坎德                | 獲獎 | [ 38 ] [ 39 ] |
| 旧金山影评人协会        | 2015年12月13日 | 最佳女配角                   | 艾丽西亚·维坎德                | 提名 | [ 40 ]        |
| 卫星奖                  | 2016年2月21日  | 最佳导演                     | 汤姆·霍伯                      | 提名 | [ 13 ]        |
| 卫星奖                  | 2016年2月21日  | 最佳男主角                   | 埃迪·雷德梅尼                  | 提名 | [ 13 ]        |
| 卫星奖                  | 2016年2月21日  | 最佳女配角                   | 艾丽西亚·维坎德                | 獲獎 | [ 13 ]        |
| 卫星奖                  | 2016年2月21日  | 最佳改编剧本                 | 露辛达·考克森                  | 提名 | [ 13 ]        |
| 卫星奖                  | 2016年2月21日  | 最佳原创配乐                 | 亚历山大·德斯普拉              | 提名 | [ 13 ]        |
| 卫星奖                  | 2016年2月21日  | 最佳艺术指导                 | 伊芙·斯图尔特                  | 提名 | [ 13 ]        |
| 卫星奖                  | 2016年2月21日  | 最佳服装设计                 | 帕科·德尔加多                  | 提名 | [ 13 ]        |
| 美國演員工會獎          | 2016年1月30日  | 最佳男主角                   | 埃迪·雷德梅尼                  | 提名 | [ 10 ]        |
| 美國演員工會獎          | 2016年1月30日  | 最佳女配角                   | 艾丽西亚·维坎德                | 獲獎 | [ 10 ]        |
| 圣路易斯影评人协会      | 2015年12月21日 | 最佳男主角                   | 埃迪·雷德梅尼                  | 提名 | [ 41 ]        |
| 圣路易斯影评人协会      | 2015年12月21日 | 最佳女主角                   | 艾丽西亚·维坎德                | 提名 | [ 41 ]        |
| 圣路易斯影评人协会      | 2015年12月21日 | 最佳艺术指导                 | 《丹麦女孩》                   | 亚军 | [ 41 ]        |
| 青少年选择奖            | 2016年7月31日  | 最佳剧情片女主角             | 艾丽西亚·维坎德                | 提名 | [ 42 ]        |
| 温哥华影评人协会        | 2015年12月21日 | 最佳国际男演员               | 埃迪·雷德梅尼                  | 提名 | [ 43 ] [ 44 ] |
| 温哥华影评人协会        | 2015年12月21日 | 最佳国际女演员               | 艾丽西亚·维坎德                | 提名 | [ 43 ] [ 44 ] |
| 威尼斯电影节            | 2015年9月11日  | 酷兒獅獎                     | 汤姆·霍伯                      | 獲獎 | [ 45 ]        |
| 华盛顿特区影评人协会    | 2015年12月7日  | 最佳男主角                   | 埃迪·雷德梅尼                  | 提名 | [ 46 ]        |
| 华盛顿特区影评人协会    | 2015年12月7日  | 最佳女配角                   | 艾丽西亚·维坎德                | 提名 | [ 46 ]        |
| 女影评人协会            | 2015年12月17日 | 最佳男主角                   | 埃迪·雷德梅尼                  | 獲獎 | [ 47 ] [ 48 ] |
| 女影评人协会            | 2015年12月17日 | 隐身女人奖                   | 艾丽西亚·维坎德                | 獲獎 | [ 47 ] [ 48 ] |